# Ivan Mráz
Ivan Mráz (Levoča, 24 mei 1941 – Heredia, 18 mei 2024) was een Tsjecho-Slowaaks voetballer. Hij kwam als aanvaller uit voor Slovan Bratislava, Sparta Praag, Dukla Praag en in Nederland voor MVV. Hij speelde vier interlands voor het Tsjecho-Slowaaks elftal en behaalde zilver met het olympisch elftal op de Olympische Spelen van 1964 in Tokio.

## Loopbaan

### Beginjaren
Mráz werd geboren in 1941 in Levoča dat tijdens de Tweede Wereldoorlog behoorde tot de Slowaakse Republiek. Tijdens zijn jeugdjaren verhuisde hij met zijn ouders naar Bratislava. Hij meldde zich aan bij Slovan Bratislava dat uitkwam in de hoogste voetbalklasse. Als achttienjarige maakte hij zijn debuut in het eerste elftal. Hij ging studeren voor sportleraar aan de universiteit in Praag en maakte in 1963 de transfer naar Sparta Praag.

### International
Hij debuteerde op 29 april 1964 in het nationale elftal dat tegen West-Duitsland aantrad in het Südweststadion in Ludwigshafen am Rhein. Mraz scoorde twee doelpunten en Tsjecho-Slowakije won het vriendschappelijke duel met 3-4. Mraz kwam tot vier interlands waarin hij vijf keer scoorde. Ook in zijn laatste interland, op 21 november 1965 tegen Turkije, trof hij twee keer doel (3-1).

### Olympisch zilver
Mráz kwam in oktober 1964 met het olympisch elftal van Tsjecho-Slowakije uit op de Olympische Zomerspelen in Tokio. Tsjecho-Slowakije bereikte de eindstrijd die op 23 oktober 1964 voor 65.000 toeschouwers plaatsvond. De finale tegen Hongarije eindigde in een 1-2 nederlaag waardoor Tsjecho-Slowakije het zilver won. Mráz speelde op het olympisch voetbaltoernooi vijf wedstrijden waarin hij vijf treffers scoorde.

### Sparta Praag
Hij won onder leiding van trainer Václav Ježek de landstitel met Sparta Praag in het seizoen 1964/65. Mráz rondde in 1965 zijn opleiding af en moest in militaire dienst. Dienstplichtigen werden verplicht te gaan spelen voor de militaire voetbalclub Dukla Praag. Omdat Sparta Praag zich als landskampioen had geplaatst voor de Europa Cup I, kreeg aanvoerder Mráz uitstel. Begin maart 1966 werd Sparta Praag in de kwartfinale uitgeschakeld door Partizan Belgrado. 

### Dukla Praag
Mráz meldde zich daarna direct bij Dukla Praag. Hij beleefde een succesvol competitieslot want de club won zowel de beker als de landstitel. In de nationale competitie was hij in het seizoen 1966/67 vaker reserve. In de Europa Cup I vervulde hij een belangrijke rol voor Dukla Praag. Na de winst op het Deense Esbjerg fB werd in de tweede ronde RSC Anderlecht uitgeschakeld na twee zeges (4-1 en 2-1). Mráz scoorde in beide wedstrijden. In de kwartfinale was Ajax de tegenstander. In het Olympisch stadion in Amsterdam kwam Ajax op 1 maart 1967 door Sjaak Swart met 1-0 voor, waarna Mráz de 1-1 binnenschoot. Een week later in de thuiswedstrijd maakte Dukla Praag het karwei af (2-1).

### Terug bij Sparta Praag
Kort na de duels met Ajax keerde hij terug bij Sparta Praag waar hij op 19 maart 1967 zijn rentree maakte. Hij miste daardoor de twee Europese duels van Dukla dat in de halve finale sneuvelde tegen Celtic. Hij speelde dat seizoen nog twaalf competitieduels waarin hij tien keer scoorde. Sparta Praag behaalde het landskampioenschap. Dit was voor Mráz na 1965 en 1966 de derde landstitel op rij. Voor het derde seizoen nam hij deel aan de Europa Cup I. Sparta Praag bereikte de kwartfinale waarin Real Madrid (3-0 en 1-1) in maart 1968 de sterkste was. Mráz scoorde driemaal in zes Europa Cupduels in het seizoen 1967/68.

### MVV
In november 1968 werd Mráz aangetrokken door MVV.
De Maastrichtse club verbleef in de onderste regionen van de Eredivisie. Naast Mráz werd ook Co Prins door de Maastrichtse club als versterking binnengehaald. De twee aanwinsten debuteerden op 22 december 1968 in de met 3-0 gewonnen thuiswedstrijd tegen Telstar. Mráz scoorde twee doelpunten bij zijn entree.
Hij kwam drie jaar uit voor MVV waar hij in de voorhoede een tandem vormde met Willy Brokamp. Thuis tegen NAC op 12 december 1971 nam hij met een treffer (2-1 zege) afscheid van de Maastrichtse club.
Hij voetbalde na zijn MVV-periode nog een half seizoen voor Sparta Praag. Eind jaren zeventig vertrok hij naar Costa Rica om een voetbalschool op te zetten. Hij was trainer en manager van Alajuelense en Universidad de Costa Rica. Ook was hij in 1980 bondscoach van het land.
Hij overleed in 2024 op 82-jarige leeftijd in ziekenhuis San Vicente de Paúl in Heredia in Costa Rica. Hij leed aan de ziekte van Alzheimer.

## Clubstatistieken
| Seizoen | Club              | Land              | Competitie    | Competitie | Competitie | Beker | Beker | Internationaal | Internationaal | Overig | Overig | Totaal | Totaal |
| Seizoen | Club              | Land              | Competitie    | Wed.       | Dlp.       | Wed.  | Dlp.  | Wed.           | Dlp.           | Wed.   | Dlp.   | Wed.   | Dlp    |
| ------- | ----------------- | ----------------- | ------------- | ---------- | ---------- | ----- | ----- | -------------- | -------------- | ------ | ------ | ------ | ------ |
| 1959/60 | Slovan Bratislava | Tsjecho-Slowakije | Eerste klasse | 4          | 2          | –     | 0     | 0              | 0              | 0      | 0      | 4      | 2      |
| 1960/61 | Slovan Bratislava | Tsjecho-Slowakije | Eerste klasse | 23         | 3          | –     | 0     | 0              | 0              | 0      | 0      | 23     | 3      |
| 1961/62 | Slovan Bratislava | Tsjecho-Slowakije | Eerste klasse | 12         | 2          | –     | 0     | 0              | 0              | 0      | 0      | 12     | 2      |
| 1962/63 | Slovan Bratislava | Tsjecho-Slowakije | Eerste klasse | 3          | 0          | –     | 0     | 1              | 0              | 0      | 0      | 4      | 0      |
| 1963/64 | Sparta Praag      | Tsjecho-Slowakije | Eerste klasse | 26         | 6          | 1     | 2     | 0              | 0              | 0      | 0      | 27     | 8      |
| 1964/65 | Sparta Praag      | Tsjecho-Slowakije | Eerste klasse | 23         | 16         | –     | 0     | 4              | 6              | 0      | 0      | 27     | 22     |
| 1965/66 | Sparta Praag      | Tsjecho-Slowakije | Eerste klasse | 12         | 6          | –     | 0     | 6              | 5              | 0      | 0      | 18     | 11     |
| 1965/66 | Dukla Praag       | Tsjecho-Slowakije | Eerste klasse | 4          | 1          | 3     | 1     | 0              | 0              | 0      | 0      | 7      | 2      |
| 1966/67 | Dukla Praag       | Tsjecho-Slowakije | Eerste klasse | 5          | 1          | –     | 0     | 5              | 4              | 0      | 0      | 10     | 5      |
| 1966/67 | Sparta Praag      | Tsjecho-Slowakije | Eerste klasse | 12         | 10         | 2     | 2     | 0              | 0              | 0      | 0      | 14     | 12     |
| 1967/68 | Sparta Praag      | Tsjecho-Slowakije | Eerste klasse | 19         | 5          | –     | 0     | 6              | 3              | 0      | 0      | 25     | 8      |
| 1968/69 | Sparta Praag      | Tsjecho-Slowakije | Eerste klasse | 10         | 3          | –     | 0     | 0              | 0              | 0      | 0      | 10     | 3      |
| 1968/69 | MVV               | Nederland         | Eredivisie    | 19         | 6          | 0     | 0     | 0              | 0              | 0      | 0      | 19     | 6      |
| 1969/70 | MVV               | Nederland         | Eredivisie    | 33         | 14         | 3     | 1     | 0              | 0              | 0      | 0      | 36     | 15     |
| 1970/71 | MVV               | Nederland         | Eredivisie    | 30         | 7          | 2     | 0     | 0              | 0              | 0      | 0      | 32     | 7      |
| 1971/72 | MVV               | Nederland         | Eredivisie    | 16         | 4          | 0     | 0     | 0              | 0              | 0      | 0      | 16     | 4      |
| 1971/72 | Sparta Praag      | Tsjecho-Slowakije | Eerste klasse | 10         | 1          | –     | 0     | 0              | 0              | 0      | 0      | 10     | 1      |
| Totaal  | Totaal            | Totaal            | Totaal        | 261        | 87         | 11    | 6     | 22             | 18             | 0      | 0      | 294    | 111    |